# Oliver Auge

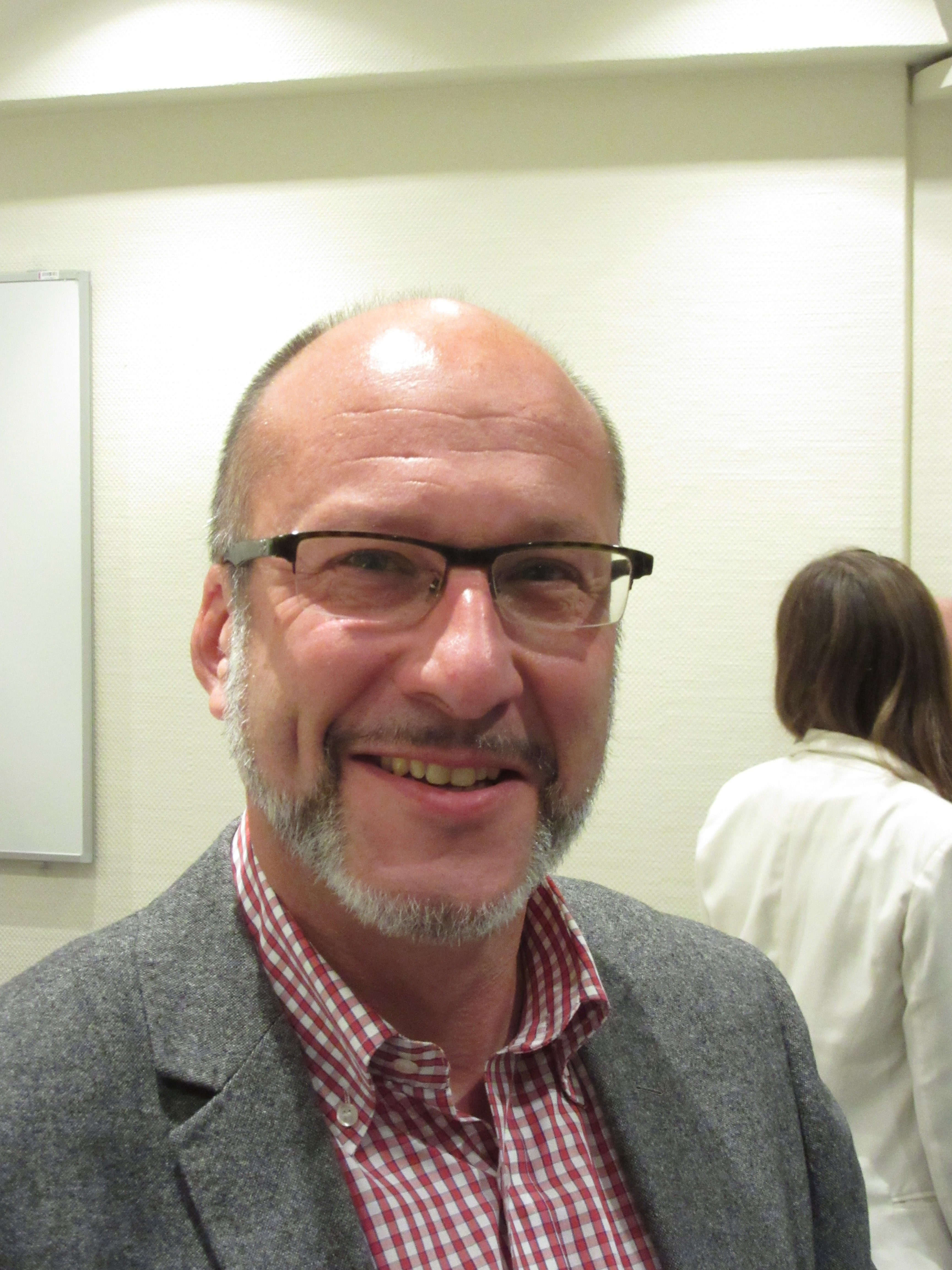
Oliver Auge in Kiel (2016)

Oliver Auge (* 29. Mai 1971 in Göppingen) ist ein deutscher Historiker. Seit 2009 lehrt er als Professor für Regionalgeschichte mit Schwerpunkt zur Geschichte Schleswig-Holsteins in Mittelalter und Früher Neuzeit an der Universität Kiel.

## Leben und Wirken
Oliver Auge besuchte in seiner Geburtsstadt Göppingen Grundschule und Gymnasium. Nach dem Abitur 1990 und dem anschließenden Wehrdienst studierte er von 1991 bis 1997 Geschichte und Lateinische Philologie an der Universität Tübingen. Zwischen 1998 und 2000 war Auge Promotionsstipendiat im Graduiertenkolleg Ars und Scientia im Mittelalter und in der Frühen Neuzeit. Im Jahr 2001 wurde er mit einer Dissertation am Tübinger Institut für Geschichtliche Landeskunde und Historische Hilfswissenschaften promoviert. Diese Arbeit mit dem Titel Stiftsbiographien. Die Kleriker des Stuttgarter Heilig-Kreuz-Stifts (1250–1552) wurde mit dem Baden-Württembergischen Geschichtspreis ausgezeichnet.
Von 1999 bis 2001 war Oliver Auge Lehrbeauftragter an der Tübinger Geschichtswissenschaftlichen Fakultät. Anfang 2001 wechselte er als wissenschaftlicher Assistent an den Lehrstuhl für Allgemeine Geschichte des Mittelalters und Historische Hilfswissenschaften der Universität Greifswald, in welcher Funktion er bis zum Sommersemester 2007 wirkte. Es folgten am selben Lehrstuhl sowohl eine Vertretungsprofessur im Wintersemester 2007/2008, als auch die Habilitation im Februar 2008 mit dem Thema Handlungsspielräume fürstlicher Politik im Mittelalter. Der südliche Ostseeraum von der Mitte des 12. Jahrhunderts bis in die frühe Reformationszeit, woraufhin Auge für sechs Monate als Gastwissenschaftler an die Technische Universität Dresden in den Sonderforschungsbereich 537 Institutionalität und Geschichtlichkeit wechselte. Eine weitere Vertretungsprofessur hatte er im Wintersemester 2008/2009 für das Fachgebiet Hoch- und Spätmittelalter am Seminar für Mittlere und Neuere Geschichte der Universität Göttingen inne. Seit März 2009 ist Auge Professor am Lehrstuhl Regionalgeschichte mit dem Schwerpunkt Schleswig-Holstein im Mittelalter und Früher Neuzeit am Historischen Seminar der Christian-Albrechts-Universität zu Kiel. Einen Ruf an die Universität Salzburg auf eine Professur für Europäische Regionalgeschichte im Jahr 2013 lehnte er ab. Im Jahr 2016 erging ein Ruf auf eine W3-Professur für Mittelalterliche Geschichte an der Ernst-Moritz-Arndt-Universität Greifswald, den er ebenfalls ablehnte.
Er ist seit 2009 Herausgeber der Reihe A: Beiträge zur Schleswig-holsteinischen und skandinavischen Geschichte der Kieler Werkstücke sowie Mitherausgeber der Kieler Historischen Studien, seit 2011 Mitherausgeber des Kieler Gelehrtenverzeichnisses, seit 2013 Herausgeber der Nordelbischen Ortsgeschichten sowie seit 2018 Herausgeber der Kieler Schriften zur Regionalgeschichte. Ebenso hat er die Festschrift zum 350-jährigen Bestehen der Christian-Albrechts-Universität unter dem Titel 350 Jahre Wirken in Stadt, Land und Welt herausgegeben. Seit 2020 ist er geschäftsführender Herausgeber des Jahrbuchs für Regionalgeschichte.
Seine Forschung konzentriert sich auf Regional- und Landesgeschichte, Reichsgeschichte, Kirchengeschichte, Sozial- und Verfassungsgeschichte, sowie Stadtgeschichte des Mittelalters und der Frühen Neuzeit. Dabei stehen die Regionen Schleswig-Holstein, Mecklenburg-Vorpommern und Baden-Württemberg im besonderen Mittelpunkt seines Interesses. Auge gehört der Kommission Deutsche Inschriften des Mittelalters und der frühen Neuzeit der Akademie der Wissenschaften zu Göttingen an, ist Wissenschaftlicher Beirat des Geisteswissenschaftlichen Zentrums für Geschichte und Kultur Osteuropas e. V. (GWZO) an der Universität Leipzig sowie Mitglied des Kuratorium der Stauferstiftung Göppingen und korrespondierendes Mitglied des Lorenz-von-Stein-Institut der Christian-Albrechts-Universität. Außerdem ist er Mitglied in der Historischen Kommission für Pommern, im Vorstand der Gesellschaft für Schleswig-Holsteinische Geschichte, im Kuratorium des Nordfriisk Instituut sowie im Konstanzer Arbeitskreis für mittelalterliche Geschichte (seit 2015).

## Schriften (Auswahl)
Monographien
- Kleine Geschichte der Stuttgarter Stiftskirche. DRW, Leinfelden-Echterdingen 2001, ISBN 3-87181-467-9 (2., völlig neu überarbeitete und ergänzte Auflage. ebenda 2009, ISBN 978-3-87181-765-6).
- Stiftsbiographien. Die Kleriker des Stuttgarter Heilig-Kreuz-Stifts (1250–1552) (= Schriften zur südwestdeutschen Landeskunde. Bd. 38). DRW, Leinfelden-Echterdingen 2002, ISBN 3-87181-438-5 (Zugleich: Tübingen, Universität, Dissertation, 2001).
- Handlungsspielräume fürstlicher Politik im Mittelalter. Der südliche Ostseeraum von der Mitte des 12. Jahrhunderts bis in die frühe Reformationszeit (= Mittelalter-Forschungen. Bd. 28). Thorbecke, Ostfildern 2009, ISBN 978-3-7995-4279-1 (Teilweise zugleich: Greifswald, Universität, Habilitations-Schrift, 2008).
- Christian Albrecht. Herzog – Stifter – Mensch. Wachholtz – Murmann Publishers, Kiel u. a. 2016, ISBN 978-3-529-07602-2.
- Kiel in der Geschichte. Facetten einer Stadtbiografie (= Sonderveröffentlichungen der Gesellschaft für Kieler Stadtgeschichte. Bd. 86). Wachholtz, Kiel u. a. 2017, ISBN 978-3-529-05195-1.
- mit Katja Hillebrand: Klöster in Schleswig-Holstein. Von den Anfängen bis zur Reformation. Wachholtz, Kiel/Hamburg 2017, ISBN 978-3-529-05193-7.
- Schleswig-Holstein und die Welt. Globale Bezüge einer Regionalgeschichte. Wachholtz, Kiel/Hamburg 2021, ISBN 978-3-529-05060-2.
- Landes- und Regionalgeschichte an der Universität Kiel. 100 Jahre für, mit und in Schleswig-Holstein, Baden-Baden 2024, ISBN 978-3-487-16733-6.
- Schleswig-Holstein. Eine Regionalgeschichte von den Anfängen bis zur Zeitenwende, Hamburg 2024, ISBN 978-3-529-08705-9.

Herausgeberschaften
- Jahrbuch für Regionalgeschichte. Franz Steiner Verlag, ISSN 1860-8248.
- mit Sönke Lorenz und Dieter R. Bauer: Tübingen in Lehre und Forschung um 1500. Zur Geschichte der Eberhard Karls Universität (= Tübinger Bausteine zur Landesgeschichte. Bd. 9). Thorbecke, Ostfildern 2008, ISBN 978-3-7995-5509-8.
- mit Felix Biermann, Matthias Müller und Dirk Schultze: Bereit zum Konflikt. Strategien und Medien der Konflikterzeugung und Konfliktbewältigung im europäischen Mittelalter (= Mittelalter-Forschungen. Bd. 20). Thorbecke, Ostfildern 2008, ISBN 978-3-7995-4271-5.
- mit Felix Biermann und Christofer Herrmann: Glaube, Macht und Pracht. Geistliche Gemeinschaften des Ostseeraums im Zeitalter der Backsteingotik (= Archäologie und Geschichte im Ostseeraum. Bd. 6). Leidorf, Rahden/Westf. 2009, ISBN 978-3-89646-466-8 (Rezension).
- mit Ralf-Gunnar Werlich und Gabriel Zeilinger: Fürsten an der Zeitenwende zwischen Gruppenbild und Individualität. Formen fürstlicher Selbstdarstellung und ihre Rezeption (1450–1550) (= Residenzenforschung. Bd. 22). Thorbecke, Ostfildern 2009, ISBN 978-3-7995-4524-2 (Rezension).
- Christian-Albrechts-Universität zu Kiel. 350 Jahre Wirken in Stadt, Land und Welt. Wachholtz – Murmann Publishers, Kiel u. a. 2015, ISBN 978-3-529-05905-6.
- mit Christiane Witthöft: Ambiguität im Mittelalter. Formen zeitgenössischer Reflexion und interdisziplinärer Rezeption (= Trends in Medieval Philology. Bd. 30). de Gruyter, Berlin u. a. 2016, ISBN 978-3-11-044224-3 (Rezension).
- König, Reich und Fürsten im Mittelalter. Abschlusstagung des Greifswalder „Principes-Projekts“. Festschrift für Karl-Heinz Spieß (= Beiträge zur Geschichte der Universität Greifswald. Bd. 2). Steiner, Stuttgart 2017, ISBN 978-3-515-11508-7 (Rezension).
- 150 Jahre Kreise in Schleswig-Holstein. Vom preußischen Erlass zum kommunalpolitischen Zukunftsprojekt. Festgabe zum Jubiläum am 22. September 2017. Im Auftrag des Schleswig-Holsteinischen Landkreistages herausgegeben. Schmidt & Klaunig, Kiel 2017, ISBN 978-3-88312-398-1.
- Glücksburg in der Geschichte. Beiträge eines Symposiums auf Schloss Glücksburg. Husum Druck, Husum 2019, ISBN 978-3-89876-977-8.
- Burgen in Schleswig-Holstein. Zeugen des Mittelalters einst und jetzt. Wachholtz, Kiel/Hamburg 2019, ISBN 978-3-529-05039-8.
- mit Karen Bruhn: Kieler Studien zur Universitäts- und Wissenschaftsgeschichte. 2 Bände. Universitätsverlag Kiel, Kiel 2020–2022;
  - Band 1: Abseits der Universität? Skandal, Terrorismus, Kriegsgefangenschaft in der Kieler Universitätsgeschichte des 20. Jahrhunderts. 2020 (Digitalisat);
  - Band 2: Verdrängt und verschwiegen? Der Umgang mit der NS-Zeit an der Christiana Albertina. 2022 (Digitalisat).
- mit Gerald Schwedler: Impulse der Kieler Geschichtsforschung einst und heute für die deutschsprachige Geschichtswissenschaft. Zum 150-jährigen Bestehen des Historischen Seminars der Christian-Albrechts-Universität zu Kiel. Kiel 2022 (Digitalisat).
- Bordesholm in der Geschichte (= Nordelbische Ortsgeschichten. Bd. 7). Universitätsverlag Kiel, Kiel 2023, ISBN 978-3-910591-10-3, doi:10.38072/2941-3389/v7, urn:nbn:de:gbv:8:3-2023-00404-8.